# Algèbre de Weyl
En mathématiques, et plus précisément en  algèbre générale, l'algèbre de Weyl est un anneau d'opérateurs différentiels dont les coefficients sont des polynômes à une variable. Cette algèbre (et d'autres la généralisant, appelées elles aussi algèbres de Weyl) a été introduite par Hermann Weyl en 1928 comme outil d'étude du principe d'incertitude en mécanique quantique.

## Définitions et constructions
Les éléments de l'algèbre de Weyl sont de la forme
{\displaystyle f_{m}(X)\partial _{X}^{m}+f_{m-1}(X)\partial _{X}^{m-1}+\cdots +f_{1}(X)\partial _{X}+f_{0}(X)},
où les  fi sont des éléments de F[X], l'anneau des polynômes à une variable sur un corps F, et où ∂X est la dérivée par rapport à X. L'algèbre est donc engendrée par  X et ∂X (la dérivation étant un opérateur linéaire, l'ensemble des opérateurs de cette forme est bien une F-algèbre pour la composition).
L'algèbre de Weyl est isomorphe  au quotient de l'algèbre libre à deux générateurs, X et Y, par l'idéal engendré par l'élément YX – XY – 1.
C'est également un quotient de l'algèbre enveloppante de l'algèbre de Heisenberg (en) (l'algèbre de Lie du groupe de Heisenberg), obtenu en identifiant l'élément central de l'algèbre de Heisenberg (c'est-à-dire le crochet de Lie [X,Y]) à l'élément unité de l'algèbre enveloppante.
L' algèbre de Weyl est un exemple d'anneau simple qui n'est pas un anneau de matrices sur un corps gauche. c'est aussi un anneau sans diviseur de zéro non commutatif, et un exemple d'extension de Ore (en).
L'algèbre de Weyl est également appelée algèbre de Clifford symplectique,,, les algèbres de Weyl étant aux formes bilinéaires symplectiques ce que les algèbres de Clifford sont aux formes bilinéaires symétriques non dégénérées.
L'algèbre de Weyl est la première d'une famille infinie ; la n-ième algèbre de Weyl, An, est l'anneau des opérateurs différentiels à coefficients polynomiaux en n variables. Elle est engendrée par Xi et ∂Xi, i = 1, ..., n.
On a de même une construction abstraite des An : partant d'un espace vectoriel symplectique V de dimension 2n muni d'une forme symplectique (bilinéaire alternée non dégénérée) ω, on définit l'algèbre de Weyl W(V) comme étant
{\displaystyle W(V):=T(V)/(\!(v\otimes u-u\otimes v-\omega (v,u),{\text{ pour }}v,u\in V)\!),}
où T(V) est l'algèbre tensorielle sur V, et où {\displaystyle (\!()\!)} désigne « l'idéal engendré par ».
Autrement dit, W(V) est l'algèbre engendrée par V, en identifiant vu − uv avec ω(v, u). Alors, W(V) est isomorphe à An en choissant une base de Darboux pour ω.

### Quantification
L'algèbre W(V) est une quantification de l'algèbre symétrique Sym(V). Si V est construit sur un corps de caractéristique nulle, W(V) est naturellement isomorphe à l'espace vectoriel sous-jacent à Sym(V), muni d'un produit déformé, le produit de Moyal (en) (ou plus exactement le produit obtenu en remplaçant dans la formule de Moyal, adaptée à la physique, le nombre iħ  par 1).
L'isomorphisme est donné par l'application de symétrisation de Sym(V) vers W(V) :
{\displaystyle a_{1}\cdots a_{n}\mapsto {\frac {1}{n!}}\sum _{\sigma \in S_{n}}a_{\sigma (1)}\otimes \cdots \otimes a_{\sigma (n)}~.}
Pour les applications à la mécanique quantique, on prend les nombres complexes comme corps de base, et on utilise comme générateurs des algèbres de Weyl  Xi et les opérateurs iħ∂Xi.
Il est possible d'appliquer la même quantification aux algèbres extérieures, obtenant  une algèbre de Clifford appelée souvent algèbre de Clifford orthogonale,.

## Représentations de  l'algèbre de Weyl

### En caractéristique nulle
Si le corps de base F est de caractéristique nulle, la n-ième algèbre de Weyl An est un anneau sans diviseur de zéro, simple et noethérien. Elle est de dimension homologique n, contrairement à Sym(V), de dimension homologique 2n.
Elle n'a pas de représentations de dimension finie. Cela résulte de la simplicité, mais peut se montrer plus directement en prenant les traces σ(X) et σ(Y) pour une représentation σ (avec [X,Y] = 1). On aura donc {\displaystyle tr([\sigma (X),\sigma (Y)])=tr(1)~,} et comme la trace d'un commutateur est nulle, et que la trace de l'identité est la dimension de la matrice, on en déduit une contradiction.

### En caractéristique non nulle
La situation est très différente pour une algèbre de Weyl  sur un corps de caractéristique p > 0.
Dans ce cas, pour tout élément D de l'algèbre, l'élément Dp est central, et donc le centre est très grand ; en fait, l'algèbre est alors un module de type fini sur son centre, et même une  algèbre d'Azumaya sur son centre. Il en résulte l'existence de nombreuses représentations de dimension finie, toutes construites à partir de représentations simples de dimension p.